# Acrossocheilus parallens
Acrossocheilus parallens är en fiskart som först beskrevs av Nichols, 1931.  Acrossocheilus parallens ingår i släktet Acrossocheilus och familjen karpfiskar. IUCN kategoriserar arten globalt som livskraftig. Inga underarter finns listade i Catalogue of Life.